# Меланхолия (фильм, 2011)
«Меланхо́лия» (англ. Melancholia) — драматический фильм с элементами фантастики; режиссёр и сценарист Ларс фон Триер, в главных ролях Кирстен Данст и Шарлотта Генсбур. Премьера состоялась 18 мая 2011 года в основной конкурсной программе Каннского кинофестиваля. Съёмки продолжались с 22 июля 2010 года по 8 сентября 2010 года в поместье Чулёхольм на берегу Каттегата в Швеции.

## Пролог
Фильм состоит из двух повествовательных частей и открывающего фильм 8-минутного пролога, вызывающего в памяти «Космическую одиссею 2001 года» и решённого как последовательность флешфорвардов. В прологе рассказывается о гибели Земли в результате столкновения с планетой Меланхолия.
Киноо́бразность пролога проанализирована Манолой Даргис в статье, которая появилась в газете The New York Times в конце 2011 года. Наиболее очевидны отсылки к хрестоматийным полотнам Дж. Э. Милле («Офелия») и Брейгеля («Охотники на снегу»). За кадром звучит увертюра из оперы Рихарда Вагнера «Тристан и Изольда».

## Сюжет

### Часть первая: Джастин
Джастин выходит замуж за Майкла в замке, принадлежащем её зятю Джону и сестре Клэр. Джастин и Майкл опаздывают на приём из-за того, что их лимузин с трудом преодолевает узкую и извилистую сельскую дорогу. По прибытии Джастин видит в небе ярко сияющую звезду. Джон, любитель астрономии, объясняет, что это звезда Антарес. Праздник проходит не слишком гармонично: разведённые родители Джастин — Габи и Декстер — оскорбляют друг друга на глазах у гостей. Джастин, к неудовольствию Джона и Клэр, продолжает уходить в себя. Джек, работодатель Джастин, объявивший о её повышении до должности арт-директора своей рекламной фирмы, ожидает, что во время празднования она напишет слоган для новой кампании. Джастин оказывается втянутой в роль, которую выбрали для неё другие, и снова впадает в депрессию, от которой страдает уже долгое время. Ближе к концу вечеринки, которая продолжается до раннего утра, она из-за ссоры увольняется с работы и расторгает брак с Майклом после того, как изменила ему. Ранним утром следующего дня, катаясь верхом вместе с Клэр, Джастин замечает, что Антареса больше не видно в небе.

### Часть вторая: Клэр

В фильме «Меланхолия» планета Меланхолия сначала приближается к Земле, затем отступает, затем снова приближается для финальной катастрофы. Перерисовано здесь из геометрических концепций фильма

Некоторое время спустя Джастин приезжает в поместье Джона и Клэр, ещё больше погрузившись в депрессию, когда она с трудом встает с постели и не может есть. Выяснилось, что наблюдаемое исчезновение Антареса связано с планетой-сиротой, «Меланхолией», которая появилась из-за Солнца и прошла перед Антаресом, затмив его. Джон говорит, что, по расчётам учёных, Меланхолия пройдет в непосредственной близости от Земли, но не столкнётся с ней. Клэр с тревогой просматривает путь Меланхолии в Интернете, узнавая о теории, согласно которой, обогнув Землю, Меланхолия повернёт обратно и столкновение всё-таки произойдёт. Джон пытается успокоить её, но тайно добывает еду и бензин. Из-за приближения планеты Клэр всё больше теряет самообладание, в то время как Джастин мечтает о конце света и «загорает» обнаженной в сиянии планеты по ночам.
В последующие дни происходят странные предзнаменования. В замке отключается электричество, дворецкий не выходит на работу, лошади в конюшне беспокойны, в разное время можно увидеть огни святого Эльма, а погода меняется хаотично. Меланхолия сначала пролетает мимо Земли, казалось бы, оправдывая предсказание Джона и учёных. Однако гравитационное взаимодействие между планетами заставляет Меланхолию пересечь орбиту Земли во второй раз, на этот раз двигаясь по направлению к ней. Обнаружив это, Джон сводит счёты с жизнью, приняв смертельную дозу таблеток. Клэр скрывает от семьи его смерть и пытается сбежать со своим сыном Лео, но машины не заводятся. Джастин отказывается провести свои последние минуты с Клэр на террасе при свечах и с вином. Вместо этого Джастин успокаивает Лео, предлагая построить «волшебную пещеру» из веток. Незадолго до столкновения Джастин, Клэр и Лео сидят в «пещере» и держатся за руки. В то время как Джастин и Лео кажутся апатичными или смирившимися со своей неминуемой гибелью, Клэр впадает в панику и отпускает их, поддаваясь своему отчаянию. Меланхолия, наконец, сталкивается с Землёй, погружая ее в море пламени, когда обе планеты разбиваются вдребезги друг о друга.

## Саундтрек
Центральным музыкальным образом фильма становится вагнеровское вступление к «Тристану и Изольде», музыкальной драме, основанной на поэме средневекового немецкого поэта Готфрида Страсбургского. Помимо вступления к первому акту «Тристана и Изольды», в фильме также звучит вступление к третьему акту того же произведения (на финальных титрах), а в сцене свадьбы можно услышать популярную танцевальную музыку (предполагается, что она исполняется внутрикадрово).

## В ролях
| Актёр               | Роль                    |
| ------------------- | ----------------------- |
| Кирстен Данст       | Джастин                 |
| Кифер Сазерленд     | Джон                    |
| Шарлотта Генсбур    | Клэр                    |
| Александр Скарсгард | Майкл                   |
| Шарлотта Рэмплинг   | Габи                    |
| Стеллан Скарсгард   | Джек                    |
| Джон Хёрт           | Декстер                 |
| Удо Кир             | свадебный распорядитель |
| Брэди Корбет        | Тим                     |
| Камерон Спурр       | Лео                     |

## Работа над фильмом

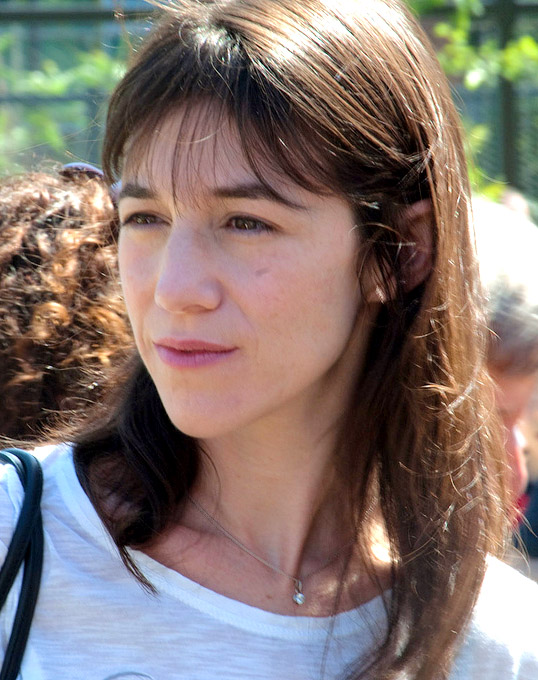
Шарлотта Гензбур, исполнительница роли Клэр

Идея фильма зародилась у Ларса фон Триера во время сеанса психотерапии при лечении депрессии. Терапевт сказал ему, что люди, подверженные депрессии, в стрессовой ситуации имеют тенденцию действовать более спокойно, чем другие, поскольку они и так постоянно ожидают плохого. Триер затем развил эту идею в фильме, причём без каких-либо амбициозных попыток изобразить апокалипсис правдоподобно с точки зрения астрономии, для него это был как бы способ изучения психики человека во время катастрофы.
Ларс фон Триер вдохновился идеей планетарного столкновения и стал изучать веб-сайты с теориями о таких событиях. С самого начала Триер решил убрать какую-либо неопределённость для зрителей относительно итога фильма, чтобы ничего не отвлекало от иррационального поведения героев.
Изначально сценарий ленты писался под Пенелопу Крус, мечтавшую сняться у Триера. Концепция двух сестёр в качестве главных героев разработана на основе переписки режиссёра с актрисой. Крус сообщала, что она хотела бы работать с Триером, и с энтузиазмом говорила о пьесе «Служанки» Жана Жене. Однако актриса отказалась от участия в съёмках «Меланхолии» ради четвёртой части «Пиратов Карибского моря».
Большая часть личности Джастин была основана на личности самого Триера. Имя героини Триер взял из романа маркиза де Сада «Жюстина», об экранизации которого долго мечтал. Действие, как было решено, станет происходить в поместье, напоминающем место действия классического фильма «Прошлым летом в Мариенбаде» Алена Рене.

## Премьера
На пресс-конференции после премьеры фильма Ларс фон Триер, пытаясь объяснить мысль о закономерности уничтожения жизни на Земле, заявил, что понимает мотивы действий Гитлера, и в шутку назвал себя «нацистом», за что был объявлен персоной нон грата на Каннском кинофестивале 2011. Тем не менее специалистами фильм был воспринят положительно и наряду с драмой «Рассекая волны» (1996) даже попал в список величайших фильмов, составленный в 2012 году британским журналом о кино Sight & Sound по результатам опроса 846 профессиональных кинокритиков и 358 режиссёров со всего мира.
В России фильм впервые был показан на 33-м Московском международном кинофестивале 1 июля 2011, а в широкий прокат вышел 7 июля того же года.

## Отзывы
Фильм занял 84-е место в списке «100 лучших фильмов XXI века», составленном газетой The New York Times.

## Награды и номинации
| Награды и номинации | Награды и номинации                  | Награды и номинации         | Награды и номинации             | Награды и номинации |
| Год                 | Фестиваль                            | Категория                   | Номинирован(а)                  | Итог                |
| ------------------- | ------------------------------------ | --------------------------- | ------------------------------- | ------------------- |
| 2011                | Каннский кинофестиваль               | Золотая пальмовая ветвь     | Ларс фон Триер                  | Номинация           |
| 2011                | Каннский кинофестиваль               | Приз за лучшую женскую роль | Кирстен Данст                   | Победа              |
| 2011                | Hamptons International Film Festival | Лучший актёр                | Александр Скарсгард             | Победа              |
| 2011                | Премия Европейской киноакадемии      | Лучший фильм                |                                 | Победа              |
| 2011                | Премия Европейской киноакадемии      | Лучший режиссёр             | Ларс фон Триер                  | Номинация           |
| 2011                | Премия Европейской киноакадемии      | Лучший сценарий             | Ларс фон Триер                  | Номинация           |
| 2011                | Премия Европейской киноакадемии      | Лучшая актриса              | Шарлотта Генсбур, Кирстен Данст | Номинация           |
| 2011                | Премия Европейской киноакадемии      | Лучшая операторская работа  | Мануэль Альберто Кларо          | Победа              |
| 2011                | Премия Европейской киноакадемии      | Лучший художник-постановщик | Молли Мален Стенсгор            | Победа              |